# 中国人权民运信息中心
中国人权民运信息中心是一个总部位於香港的人权组织，專門提供中国大陆违反人权新闻的媒体。信息中心负责人为卢四清。
卢四清曾在1981年，要求言论自由而被逮捕，第二次是在1989年六四事件时参与了游行示威被当局逮捕。1993年到香港寻求政治庇护时成立了信息中心。

## 外部連結
- 中国人权民运信息中心（页面存档备份，存于）